# Aglahe Leyva
Aglahé Leyva Macías (Monterrey, 14 de abril de 1989) es una bailarina y presentadora de televisión mexicana que se dio a conocer con su participación en el programa Si se puede de Televisa Monterrey.

## Carrera profesional
Es egresada de la carrera de comunicación en el Centro de Estudios Universitarios de Monterrey (CEU). inició trabajando como bailarina de XV años en el ballet de su hermano Avyel Leyva. Su inicio en la televisión se dio luego de que en 2008 se requiriera para el programa de Sí se puede, una bailarina por un tiempo indefinido, ya que Paloma, la bailarina anterior, tuvo que salir por causas de fuerza mayor.
Ese día por casualidad Avyel le comentó a Lorena Cortinas Lore Lore que tenía una hermana con las características que ella necesitaba y así fue como ingresó al programa.
Aglahe, poco a poco, fue creciendo en el programa de Lore Lore, de ser una bailarina pasó a ser coconductora del programa, además de ser la encargada de bumperiar (trasmitirle al teleauditorio lo que sigue al regresar del corte).
En 2009 recibió el apodo de la Chongo veloz debido a que se descubrió que podía mover su cola de caballo como si fuera una especie de abanico al ritmo de la canción El Mechón de la Banda MS, imponiendo este baile dentro del programa infantil.
En julio de 2009 participó en el concurso organizado por el programa Que noche intensa titulado Estrellas del baile junto a su compañero de Si se puede, Eduardo Hinojosa, ganando el cuarto lugar a lo largo de ocho semanas de arduo trabajo y entrenamiento dancístico. También tuvo la oportunidad de conducir junto a Lore Lore el programa de Radio Únete a la bola de la estación de radio Génesis de Núcleo Radio Comunicaciones.
A principios de 2012 participó en el programa vespertino El Club y fue conductora en el programa Las más buenas del canal de música Teleritmo de Multimedios.

## Programas TV
- Si se puede (2007-2010) (como bailarina)
- La carrera del patito de hule (2008)
- Que vivan los niños (2008)
- El mundo de los torcuatos (2008)
- Que Monterrey no tenga frío 08 (2008)
- Desfile 50 años de la televisión en Mty. (2008)
- Payasadas (2009)
- Que vivan los niños  (2009)
- Estrellas del baile (2009)
- Estrellas del baile bizarras (2009)
- Que Monterrey no tenga frío 09 (2009)
- El Club (2012) (como conductora)
- Las más buenas (2012) (como conductora)